# Wienerinnen
Wienerinnen, auch bekannt als Schrei nach Liebe, in Deutschland vertrieben unter dem Titel Wienerinnen im Schatten der Großstadt, ist ein ursprünglich fünfteiliges, heute nur noch vierteiliges, österreichisches Episodenfilmdrama aus dem Jahre 1951 von Kurt Steinwendner mit einer Reihe von damaligen Jungdarstellern, die später Karriere machen sollten, darunter Elisabeth Stemberger, Kurt Jaggberg, Hans Putz und Karlheinz Böhm.

## Handlung

### Erste Episode: Anni
Anni arbeitet in einem Wiener Ziegelwerk in einem der eher hässlichen Randbezirke der Stadt. Als sie eines Tages ein Verhältnis mit Fritz, dem Sohn des Werkmeisters, beginnt, droht sich dies zu einer Katastrophe auszuweiten. Einst wurde Annis Mutter, die in jungen Jahren gleichfalls in der Ziegelei arbeitete, vom selben Werkmeister vergewaltigt. Das Produkt dieses Verbrechens wurde Anni. Damit ist Fritz Annis Halbbruder, was ihr Beisammensein unmöglich macht. Annis Mutter hat größte Sorge, dass ihr schreckliches Geheimnis unter diesen Umständen auffliegen könnte. Sie fleht ihren trunksüchtigen Mann geradezu an, die beiden Liebenden auseinanderzubringen, koste es was es wolle. Damit nimmt ein schreckliches Unglück seinen Lauf. Es kommt zu einem Zweikampf auf der Schutthalde der Ziegelei, bei dem beide Männer in einen Teich stürzen und in dessen Morast versinken. Halb wahnsinnig vor Schmerz eilt die Mutter hinzu und schreit die fassungslose Anni an: „Der Fritz war dein Halbbruder.“

### Zweite Episode: Helene
Die brave Helene leitet ein kleines Puppentheater für Kinder, mit dem sie die Kleinsten an Wiener Schulen bespaßt. Die brünette Puppenspielerin hat sich in den jungen Komponisten Walter verliebt, der sie und ihr Puppenspiel bei Aufführungen auf einem Akkordeon begleitet. Doch Walter hat hochtrabende Pläne. Auch wenn er sich Helene verbunden fühlt, so will er doch mehr erreichen als mit ihr und ihrer Puppenbühne durch die Lehrstätten zu tingeln. Er will als Musiker Karriere machen. Als er eine neue Frau, die Kollegin Edith, kennen lernt, die weiß, wie man einen Mann um den Finger wickelt, sieht er den Moment für den Absprung gekommen. Walter verlässt Helene und ihr Puppentheater. Helene bleibt verzweifelt zurück und findet nur noch Halt in ihrer beruflichen Berufung. Eines Nachts spielt sie in der Schule wie im Delirium mit ihren Puppen ihre eigene Geschichte um Walter und Edith nach. Als ein Schüler, der des Nachts in die Schule einbricht, um heimlich auf Walters Akkordeon zu spielen, wird Helene in die Wirklichkeit zurückgeholt.

### Dritte Episode: Gabriele
Die hübsche, brünette Gabriele verdient sich ihren Lebensunterhalt, in dem sie sich einem Maler als Aktmodell zur Verfügung stellt. Gabrieles Verlobter Hans wurde für einen Mord verurteilt und musste hinter Gittern. Die junge Frau glaubt fest an seine Unschuld und plant daher, den wahren Täter aufzuspüren und seiner gerechten Strafe zuzuführen. Sie hat bereits jemandem im Visier, einen gewissen Paul Rosenauer, der wie der Inbegriff einer finsteren, verschlagenen und kriminellen Type wirkt. Er ist ein Bekannter des Mordopfers, und Gabriele plant, ihn auszuhorchen. Unterdessen gelingt Hans bei einem Gefangenentransport auf einem verschneiten Gelände des Franz-Josefs-Bahnhofs die Flucht aus seiner Haft. Als sich die Wege der drei Protagonisten kreuzen, gerät Gabriele in tödliche Gefahr …

### Vierte Episode: Olga

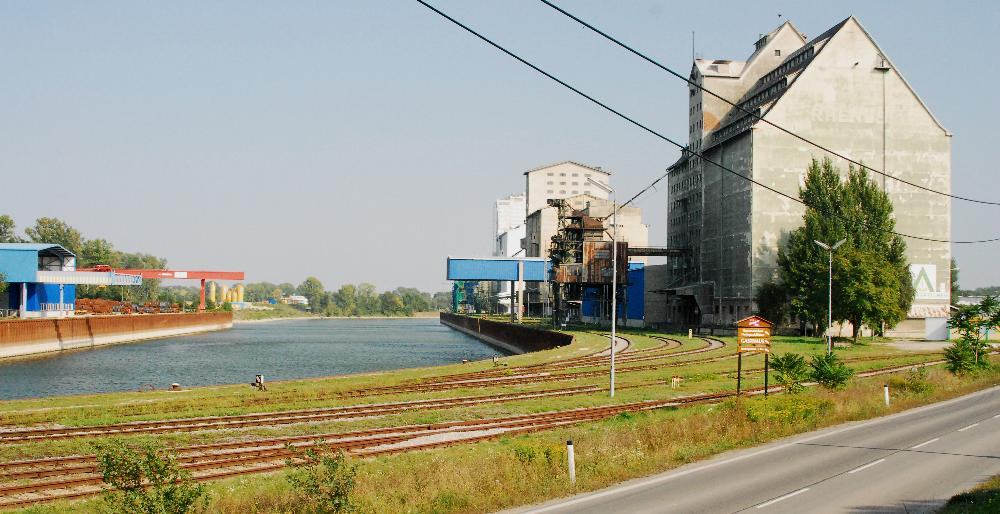
Drehort Alberner Hafen

Die wasserstoffblondierte Olga arbeitet als Prostituierte in der schäbigen Gegend des Alberner Hafens, eines Speicherhafens an der Donau. Ihr Lude ist eine ziemlich miese und schmierige Type namens Anton, die auch vor Gewalt gegenüber seinem „Pferdchen“ nicht zurückschreckt. Olga will das alles hinter sich lassen und nicht weiter auf den Strich gehen. Erwartungsgemäß hat der Striezi Anton etwas dagegen. Eines Tages eröffnet sich für Olga tatsächlich die Gelegenheit, ein neues Leben anzufangen: Sie lernt den gutmütigen, bulligen Carlo kennen, der als Binnenschiffer die Donau auf und ab fährt. Er bietet Olga an, ihn auf seinem Kahn zu begleiten. Das wiederum passt Loddel Anton überhaupt nicht in den Kram, und er versucht, die beiden auseinanderzubringen. Olga will Carlos Angebot annehmen, da verschleppt Anton sie in einen Getreidespeicher, wo er sie nahe dem Friedhof der Namenlosen in der Tiefe auf ewig versenken will. Doch auf Carlo ist Verlass …

### Fünfte Episode: Therese
Im Mittelpunkt dieser nicht mehr vollständig rekonstruierbaren Episode, von der lediglich die letzten neun Minuten die Zeiten überlebt haben, steht die nicht mehr ganz taufrische Heurigensängerin Therese. Sie steht bald in Konkurrenz zur deutlich jüngeren Kollegin Jaqueline um die Gunst zweier Heurigenmusiker bzw. desjenigen Mannes, den sie liebt. Angesichts des um Realitätsnähe bemühten und auch optischen rauen Grundtons der vorangegangenen vier Wienerinnen-Episoden wirkte gerade dieser Episode mit seinem abschließenden Schwenk über die lieblichen Weinberge an Wiens Peripherie wie ein filmischer Fremdkörper, was wohl letztlich auch einer der Gründe gewesen sein dürfte, beim Endprodukt auf sie zu verzichten.

## Produktionsnotizen
Wienerinnen entstand im Herbst 1951 an mehreren wenig glamourösen Schauplätzen in der österreichischen Hauptstadt und wurde dort auch am 26. Februar 1952 uraufgeführt. Die deutsche Premiere erfolgte am 6. Juli 1953 in Berlin.
Der Film galt viele Jahre lang als verschollen und wurde, nachdem man eine Kopie entdeckte, aufwendig restauriert und 1989 vom Film Archiv Austria restauriert vorgestellt.
Die in der letzten Episode (Therese) zu sehende Heurigenmusikerin Anni Weltner war keine Schauspielerin. Sie leitete bereits vor dem Zweiten Weltkrieg die Wiener Combo Akkordeon-Babies, ein Damen-Akkordeon-Orchester. Die Gruppe spielte in einer Besetzung von sieben bis acht Damen, die im Sommer 1939 eine große Popularität erreichten, als sie in der Revue „Alles fürs Herz“ mitwirkten.

## Wissenswertes
Wienerinnen besaß bei seiner Uraufführung lediglich vier Episoden. Die Episode Helene wurde von Produzent Müller erst später von Regisseur Steinwendner angefordert, nachdem nach der Premiere die Kritik die herzig-sentimentale Heurigen-Episode Therese, an der Müller besonders viel lag, als besonders kitschig verrissen hatte. Dies ist jedoch diejenige Episode, die heute nur noch als neunminütiges Filmfragment existiert. Alle fünf Episoden wurden lediglich bei der deutschen Premiere gezeigt.

## Rezeption
Der von Vittorio de Sicas (Fahrraddiebe) und Roberto Rossellinis neorealistischem Werk inspirierte Film erntete bereits im Vorfeld, gleich nach Beginn der Dreharbeiten, heftige Kritik. Bereits die erste Episode von Wienerinnen, die in einer grauen Ziegelei entstand, wecke, so die Zeitung Neues Österreich in ihrem Artikel „Bittere Ziegel“, die Befürchtung, dass der Film eine “Beleidigung und Verhöhnung der Wienerberger Arbeiter sei und auf eine gleiche, unwahre Milieuschilderung im Film schließen lasse.” Nach der Premiere hagelte es aufgrund des gezeigten, düsteren Neorealismus à l’Autriche zum Teil heftige Verrisse. “Die Kritik richtete sich hauptsächlich gegen die Handlung der einzelnen Episoden, die tatsächlich über Kolportage nicht hinauskommt. Dramaturgie und Figurenzeichnung lassen doch sehr zu wünschen übrig. So gerät etwa Annis Mutter fast zur Karikatur einer Hexe, als sie zur Beute des Wahnsinns wird. Gelobt wurden dagegen die Kameraführung und merkwürdigerweise auch die Musik, sowie einige der Schauspieler.” Erst die neuere Filmkritik ging mit Wienerinnen etwas gnädiger um: Nachfolgend mehrere Beispiele:
Falter.at meinte: “Episodenfilm um vier Frauenschicksale, seinerzeit als heimische Form von Neorealismus angekündigt. (…) Strizzis, Huren, Friedhof der Namenlosen, Radeln am Donauufer – mithin: ein Alzerl realistisches Lokalkolorit inmitten aller franko-josephinischen Zuckerwatte der Fünfzigerjahr.”
Auf film.at heißt es: „Österreichisches Nachkriegskino mit Seltenheitswert. Der Film, gedreht nach dem Vorbild des italienischen Neorealismus, erzählt exemplarisch von vier Frauenschicksalen. Regisseur Kurt Steinwendner greift in seinem Bemühen um Wirklichkeitsnähe zu ungewohnten Erzählmitteln: Er gliedert die vier Eifersuchtsdramen in allegorische Episoden, meidet das Film-Atelier und dreht mit Laien- und Profidarstellern an atmosphärischen Originalschauplätzen. Nicht die gängigen Wien-Bilder stehen im Zentrum, sondern periphere, filmisch unerschlossene Stadtgebiete, etwa: die kargen, verwinkelten Räume von Ziegelfabriken und Getreidesilos.“
ORF III schreibt: “Kurt Steinwendners Drama zeichnet anhand von vier Frauenschicksalen ein Bild vom Wiener Alltagsleben der 50er Jahre – abseits der heilen Welt des Heimatfilmes. Nackte Frauenkörper und außereheliche Beziehungen auf der Leinwand machten den Film zum Skandal im Nachkriegs-Österreich. (…) Neu an Steinwendners Film ist die offene Einstellung zur Sexualität der Frau und der Blick auf den realen Arbeitsalltag der 1950er Jahre.”
Im Filmdienst heißt es: „Mißratener Episodenfilm mit vier grell konstruierten Frauenschicksalen um Eifersucht, Rache und Mordversuch bei einem Aktmodell, einer Dirne und einer Geisteskranken.“